# Marti Noxon
Martha Mills „Marti“ Noxon (* 25. srpna 1964 Los Angeles, Kalifornie) je americká televizní producentka, scenáristka a režisérka.
Je autorkou scénáře filmů Nevinný flirt (1998), Noc hrůzy (2011) a Jsem číslo čtyři (2011). V letech 1997–2003 úzce spolupracovala s Jossem Whedonem na seriálech Buffy, přemožitelka upírů a Angel, pro které napsala 25 epizod, dva díly režírovala a podílela se na nich také producentsky. U Buffy navíc působila během šesté a sedmé řady i jako showrunner. Jako producentka pracovala následně na seriálech Still Life, Útěk z vězení, Point Pleasant, Bratři a sestry, Chirurgové, Private Practice, Šílenci z Manhattanu, Gigantic, Glee a Un-Real. Zároveň pro většinu z nich napsala také scénáře několika epizod. Jako herečka se představila v jednom díle Buffy a také ve Whedonově internetové minisérii Dr. Horrible's Sing-Along Blog.